# Skarbka Dolna
Skarbka Dolna – wieś w Polsce, położona w województwie świętokrzyskim, w powiecie ostrowieckim, w gminie Bałtów.
Wchodzi w skład sołectwa Skarbka.
W latach 1975–1998 Skarbka Dolna administracyjnie należała do województwa kieleckiego.
Przed 2023 r. miejscowość była częścią wsi Skarbka.
Wierni Kościoła rzymskokatolickiego należą do parafii Matki Bożej Bolesnej w Bałtowie.